# Consell d'Europa
|  | Aquest article tracta sobre l'organització dels estats d'Europa, independent de la UE. Vegeu-ne altres significats a «Consell Europeu». |

El Consell d'Europa és una organització internacional fundada després de la Segona Guerra Mundial per defensar els drets humans, la democràcia i l'Estat de Dret a Europa. Fundat el 1949, compta amb 46 Estats membres (27 dels quals són membres de la Unió Europea), i té 6 estats com a observadors (el Vaticà, Estats Units, Canadà, Japó, Mèxic i Israel). Cal no confondre'l amb el Consell Europeu (format pels caps d'Estat i de Govern de la Unió Europea, més el president de la Comissió Europea) ni amb el Consell de la Unió Europea (institució que pertany a la Unió Europea)
El Consell d'Europa va ser la primera organització d'integració europea, creada molt abans de la Unió Europea i anterior també a les velles Comunitats Europees (CECA, CEE i CEEA), amb la intenció d'afavorir les relacions pacífiques i d'amistat entre els diferents Estats europeus, després que quasi tot Europa es trobés en ruïnes en acabar la Segona Guerra Mundial.
L'organització és diferent de la Unió Europea (UE), encara que de vegades s'hi confon, en part perquè la UE ha adoptat la bandera europea original, creada per al Consell d'Europa el 1955, així com l'himne europeu. Cap país no s'ha adherit mai a la UE sense pertànyer abans al Consell d'Europa. El Consell d'Europa és observador oficial de les Nacions Unides.
Com que és una organització internacional, el Consell d'Europa no pot fer lleis, però sí que té capacitat per impulsar el compliment de determinats acords internacionals assolits pels Estats membres sobre diversos temes. L'òrgan més conegut del Consell d'Europa és el Tribunal Europeu de Drets Humans, que funciona sobre la base del Conveni Europeu de Drets Humans.
Els dos òrgans estatutaris del Consell són el Comitè de Ministres, integrat pels ministres d'Afers Exteriors de cada Estat membre i l'Assemblea Parlamentària del Consell d'Europa (APCE), composta per membres dels parlaments nacionals de cada Estat membre. El Comissari de Drets Humans és una institució del Consell d'Europa encarregada de promoure el coneixement i el respecte dels drets humans als Estats membres. El secretari general presideix la secretaria de lorganització. Altres organismes importants del CdE són la Direcció Europea de Qualitat del Medicament (EDQM) i l'Observatori Europeu del Sector Audiovisual.
La seu del Consell d'Europa, així com el seu Tribunal de Drets Humans, són a Estrasburg (França). L'anglès i el francès són les dues llengües oficials. El Comitè de Ministres, l'APCE i el Congrés del Consell d'Europa també fan servir l'alemany i l'italià per a alguns dels seus treballs.

## Història

### Fundació
En un discurs pronunciat el 1929, el ministre d'Afers Estrangers francès, Aristide Briand, va proposar la idea d'una organització que reunís les nacions europees en una "unió federal" per resoldre problemes comuns. Però va ser el líder britànic en temps de guerra, Sir Winston Churchill, qui va suggerir públicament per primera vegada la creació d'un Consell d'Europa en una emissió de ràdio de la BBC el 21 de març de 1943, quan la Segona Guerra Mundial encara estava en el seu apogeu. En les seves pròpies paraules, va tractar de "mirar a través de les boires del futur fins al final de la guerra", i pensar com reconstruir i mantenir la pau en un continent destrossat. Atès que Europa havia estat a l'origen de dues guerres mundials, la creació d'aquest organisme seria, va suggerir, “una empresa estupenda”. Va reprendre la idea en un conegut discurs pronunciat a la Universitat de Zúric el 19 de setembre de 1946, en què va fer valer tot el pes del seu considerable prestigi de postguerra. Però hi havia molts altres estadistes i polítics a tot el continent, molts membres del Moviment Europeu, que treballaven discretament per la creació del Consell. Alguns ho consideraven una garantia que els horrors de la guerra no tornarien mai més al continent, altres ho veien com un "club de democràcies", construït al voltant d'un conjunt de valors comuns que podrien servir de baluard contra els Estats totalitaris del Bloc de l'Est. Altres ho van tornar a veure com uns incipients "Estats Units d'Europa", la ressonant frase que Churchill havia esgrimit a Zuric el 1946.

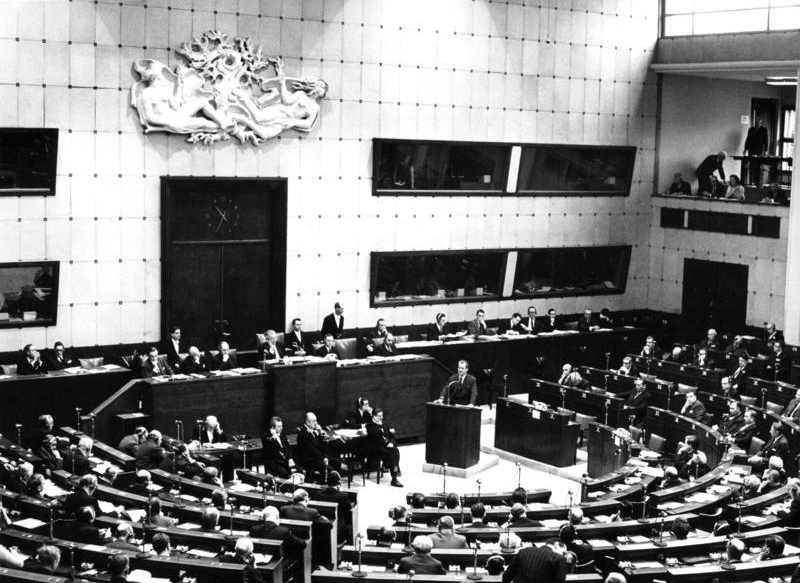
Sessió de l'Assemblea Parlamentària del Consell d'Europa a l'antiga Casa d'Europa a Estrasburg el 1967. Intervé Willy Brandt, ministre d'Afers Exteriors alemany.

La futura estructura del Consell d'Europa es va debatre al Congrés d'Europa que va reunir a La Haia (Països Baixos) el 1948 diversos centenars de polítics destacats, representants de governs i membres de la societat civil. Hi havia dos corrents de pensament enfrontats: uns eren partidaris d'una organització internacional clàssica amb representants dels governs, mentre que els altres preferien un fòrum polític amb parlamentaris. Ambdós enfocaments es van combinar finalment mitjançant la creació d'un Comitè de Ministres (on estaven representats els governs) i una Assemblea Consultiva (en què estaven representats els parlaments), els dos òrgans principals esmentats a l'Estatut del Consell d'Europa. Aquesta doble estructura intergovernamental i interparlamentària es va copiar posteriorment per a les comunitats europees, l'OTAN i l'OSCE.
El Consell d'Europa va néixer el 5 de maig del 1949 amb el Tractat de Londres, l'Estatut fundacional de l'organització, que establia els tres valors bàsics que havien de guiar la tasca: la democràcia, els drets humans i l'Estat de Dret. Aquest dia el van signar a Londres deu Estats: Bèlgica, Dinamarca, França, Irlanda, Itàlia, Luxemburg, Noruega, Països Baixos, Regne Unit i Suècia, encara que Turquia i Grècia es van adherir tres mesos després. El 10 d'agost de 1949, 100 membres de l'Assemblea Consultiva del Consell, parlamentaris procedents de les dotze nacions membres, es van reunir a Estrasburg en la seva primera sessió plenària, celebrada en 18 sessions i que va durar gairebé un mes. Van debatre com reconciliar i reconstruir un continent que encara trontollava per la guerra, però que ja s'enfrontava a una nova divisió Est-Oest, van llançar el concepte d'un tribunal transnacional per protegir els drets humans bàsics de tots els ciutadans i van fer els primers passos d'un procés que acabaria desembocant en la creació de la Unió Europea.
L'agost de 1949, Paul-Henri Spaak va dimitir com a Ministre d'Afers Exteriors de Bèlgica per ser elegit primer President de l'Assemblea. Entre bastidors, ell també havia estat treballant discretament en la creació del Consell, i va tenir un paper clau en la direcció dels seus primers treballs. Tot i això, el desembre de 1951, després de gairebé tres anys en el càrrec, Spaak va dimitir decebut després que l'Assemblea rebutgés les propostes d'una "autoritat política europea". Convençut que el Consell d'Europa mai no estaria en condicions d'assolir el seu objectiu a llarg termini d'una Europa unificada, aviat ho va tornar a intentar en un format nou i més prometedor, basat aquesta vegada en la integració econòmica, convertint-se en un dels fundadors de la Unió Europea.

### Primers anys
El Consell d'Europa va despertar un gran entusiasme en els primers anys, quan els seus pioners van començar a redactar el que es convertiria en el Conveni Europeu de Drets Humans, una carta de drets individuals que -s'esperava- cap govern membre no podria tornar a violar. Es van basar, en part, en els principis de la Declaració Universal dels Drets Humans, signada només uns mesos abans a París. Però, sobretot, mentre que la Declaració Universal era essencialment una aspiració, el Conveni Europeu va comptar des del principi amb un mecanisme d'aplicació -un Tribunal internacional- que jutjaria les presumptes violacions dels seus articles i exigiria responsabilitats als governs, cosa que va suposar un avenç espectacular per a la justícia internacional. Avui és el Tribunal Europeu de Drets Humans, les sentències del qual són vinculants per a 47 nacions europees, el sistema de justícia internacional de més abast del món.
Un dels primers actes del Consell va ser acollir entre els seus membres a Alemanya Occidental el 2 de maig de 1951, marcant així una pauta de reconciliació de postguerra que es convertiria en un segell distintiu del Consell, i iniciant un llarg procés d'"ampliació" que veuria créixer l'organització des dels seus deu Estats membres fundadors fins a les 47 nacions que componen el Consell d'Europa en l'actualitat. Islàndia ja s'havia incorporat el 1950, seguida el 1956 per Àustria, Xipre el 1961, Suïssa a 1963 i Malta el 1965.

## Estats membres
| - Albània - Alemanya - Andorra - Armènia - Àustria - Azerbaidjan - Bèlgica - Bòsnia i Hercegovina - Bulgària - Croàcia - Dinamarca - Eslovàquia | - Eslovènia - Espanya - Estònia - Finlàndia - França - Geòrgia - Grècia - Hongria - Irlanda - Islàndia - Itàlia - Letònia | - Liechtenstein - Lituània - Luxemburg - Macedònia del Nord - Malta - Moldàvia - Mònaco - Montenegro - Noruega - Països Baixos - Polònia - Portugal | - Regne Unit - Romania - San Marino - Sèrbia - Suècia - Suïssa - Turquia - Txèquia - Ucraïna - Xipre |

## Antics membres
- Rússia[18][19]

## Tractats signats
Al llarg del seu camí, el Consell d'Europa ha promogut la ratificació entre els seus membres de més de 210 tractats internacionals relatius a matèries molt diverses (drets humans, lluita contra la delinqüència, col·laboració fiscal...). A la seva pàgina web en anglès, en francès, en alemany i en italià hi ha un llistat amb accés a tots els tractats signats.
Detalls d'algun dels tractats:
- Estatut del Consell d'Europa (1949).
- Convenció Europea de Drets Humans (1950).
- Carta Social Europea (1961).
- Carta Europea de les Llengües Minoritàries o Regionals (1992).